# Tercera Federación - Grupo XIV 2023-24
La temporada 2023-24 del Grupo XIV de la Tercera Federación de fútbol se disputó entre el 9 de septiembre de 2023 y el 12 de mayo de 2024. Actualmente se disputa la promoción de ascenso, cuya fase nacional tendrá lugar entre el 16 y 23 de mayo. Se trata de la tercera edición tras la restructuración de las categorías no profesionales por parte de la RFEF a causa de la pandemia global causada por el Coronavirus; y es la quinta categoría a nivel nacional.

## Sistema de competición
Participaron dieciocho clubes encuadrados en un único grupo. Se enfrentaron todos contra todos en dos ocasiones -una en campo propio y otra en campo contrario- durante un total de 34 jornadas. El orden de los encuentros se decidió por sorteo antes de empezar la competición.
Una vez finalizada la competición, el C. D. Don Benito se proclamó campeón de Tercera Federación y, con ello, obtuvo el ascenso directo a Segunda Federación.
Los clasificados entre el segundo y el quinto lugar fueron, en este orden, el C. D. Coria, el C. D. Azuaga, la S. P. Villafranca y el Moralo C. P. Entre el 19 de mayo y el 8 de junio disputaron un Playoff territorial en formato de eliminatorias a doble partido ida y vuelta. El equipo vencedor del playoff fue el C. D. Coria que ascendió a Segunda Federación tras ganar la final interterritorial de la Promoción de ascenso.
Los tres últimos clasificados en esta temporada fueron el R. C. P. Valverdeño, el C. P. Montehermoso y, por último, la U. D. Fuente de Cantos. Estos equipos descendieron de forma directa a Primera División Extremeña. Además, el C. D. Don Álvaro descendió por arrastres provocados por descensos de superior categoría.

## Ascensos y descensos
| Pos. | Ascendidos a 2.ª Federación |
| ---- | --------------------------- |
| 1º   | A. D. Llerenense            |

| Pos. | Descendidos de 2.ª Federación |
| ---- | ----------------------------- |
| 13º  | C. D. Coria                   |
| 16º  | C. D. Diocesano               |
| 18º  | C. D. Don Benito              |

| Pos.  | Ascendidos de 1ª División |
| ----- | ------------------------- |
| 1º G1 | C. F. Jaraíz              |
| 1º G2 | R. C. P. Valverdeño       |
| 2º G3 | C. D. Castuera            |

| Pos. | Descendidos a 1ª División |
| ---- | ------------------------- |
| 14.º | C. D. Miajadas            |
| 15.º | U. P. Plasencia           |
| 16.º | U. C. La Estrella         |

## Equipos

### Listado de equipos
| Equipo                 | Ciudad                    | Provincia | Estadio                                |
| ---------------------- | ------------------------- | --------- | -------------------------------------- |
| Arroyo C. P.           | Arroyo de la Luz          | Cáceres   | Municipal de Arroyo de la Luz          |
| Atlético Pueblonuevo   | Pueblonuevo del Guadiana  | Badajoz   | Antonio Amaya                          |
| C. D. Azuaga           | Azuaga                    | Badajoz   | Municipal de Deportes                  |
| C. D. Calamonte        | Calamonte                 | Badajoz   | Municipal de Calamonte                 |
| C. D. Castuera         | Castuera                  | Badajoz   | Manuel Ruiz                            |
| C. D. Coria            | Coria                     | Cáceres   | La Isla                                |
| C. D. Diocesano        | Cáceres                   | Cáceres   | Campos de la Federación                |
| C. D. Don Álvaro       | Don Álvaro                | Badajoz   | Pedro Manuel Barrero Macias            |
| C. D. Don Benito       | Don Benito                | Badajoz   | Vicente Sanz                           |
| U. D. Fuente de Cantos | Fuente de Cantos          | Badajoz   | Francisco de Zurbarán                  |
| C. F. Jaraíz           | Jaraíz de la Vera         | Cáceres   | Municipal de Jaraíz de la Vera         |
| Jerez C. F.            | Jerez de los Caballeros   | Badajoz   | Manuel Calzado Galván                  |
| C. P. Montehermoso     | Montehermoso              | Cáceres   | Polideportivo Municipal                |
| Moralo C. P.           | Navalmoral de la Mata     | Cáceres   | Municipal de Navalmoral de la Mata     |
| Olivenza F. C.         | Olivenza                  | Badajoz   | Municipal de Olivenza                  |
| C. F. Trujillo         | Trujillo                  | Cáceres   | Municipal de Trujillo                  |
| R. C. P. Valverdeño    | Valverde de Leganés       | Badajoz   | San Roque                              |
| S. P. Villafranca      | Villafranca de los Barros | Badajoz   | Municipal de Villafranca de los Barros |

| Arroyo At.Pueblonuevo Azuaga Calamonte Castuera Coria Diocesano Don Álvaro Don Benito Fuente de Cantos Jaraíz Jerez Montehermoso Moralo Olivenza Trujillo Valverdeño Villafranca |

## Clasificación
| Pos. | Equipo                     | Pts. | PJ | G  | E  | P  | GF | GC | Dif. | Ascenso o descenso                                 |
| ---- | -------------------------- | ---- | -- | -- | -- | -- | -- | -- | ---- | -------------------------------------------------- |
| 1    | C. D. Don Benito (A, C)    | 76   | 34 | 23 | 7  | 4  | 71 | 13 | +58  | Ascenso a Segunda Federación y Copa del Rey        |
| 2    | C. D. Coria (A)            | 69   | 34 | 19 | 12 | 3  | 58 | 20 | +38  | Ascenso a Segunda Federación y Copa del Rey        |
| 3    | C. D. Azuaga               | 62   | 34 | 17 | 11 | 6  | 48 | 31 | +17  | Play-Offs Ascenso a Segunda Federación             |
| 4    | S. P. Villafranca          | 55   | 34 | 15 | 10 | 9  | 45 | 26 | +19  | Play-Offs Ascenso a Segunda Federación             |
| 5    | Moralo C. P.               | 53   | 34 | 15 | 8  | 11 | 55 | 44 | +11  | Play-Offs Ascenso a Segunda Federación             |
| 6    | C. D. Castuera             | 52   | 34 | 15 | 7  | 12 | 49 | 37 | +12  |                                                    |
| 7    | C. D. Diocesano            | 49   | 34 | 14 | 7  | 13 | 50 | 46 | +4   |                                                    |
| 8    | C. F. Jaraíz               | 46   | 34 | 14 | 4  | 16 | 51 | 52 | −1   |                                                    |
| 9    | Atlético Pueblonuevo       | 43   | 34 | 12 | 7  | 15 | 35 | 45 | −10  |                                                    |
| 10   | C. D. Calamonte            | 42   | 34 | 9  | 15 | 10 | 40 | 52 | −12  |                                                    |
| 11   | Jerez C. F.                | 42   | 34 | 11 | 9  | 14 | 41 | 52 | −11  |                                                    |
| 12   | Olivenza F. C.             | 41   | 34 | 10 | 11 | 13 | 32 | 41 | −9   |                                                    |
| 13   | Arroyo C. P.               | 41   | 34 | 10 | 11 | 13 | 33 | 39 | −6   |                                                    |
| 14   | C. F. Trujillo             | 38   | 34 | 8  | 14 | 12 | 30 | 38 | −8   |                                                    |
| 15   | C. D. Don Álvaro (D)       | 32   | 34 | 7  | 11 | 16 | 30 | 50 | −20  | Descenso a Primera División Extremeña por arrastre |
| 16   | R. C. P. Valverdeño (D)    | 32   | 34 | 8  | 8  | 18 | 37 | 58 | −21  | Descenso a Primera División Extremeña              |
| 17   | C. P. Montehermoso (D)     | 32   | 34 | 7  | 11 | 16 | 33 | 63 | −30  | Descenso a Primera División Extremeña              |
| 18   | U. D. Fuente de Cantos (D) | 25   | 34 | 4  | 13 | 17 | 28 | 59 | −31  | Descenso a Primera División Extremeña              |

Actualizado a los partidos jugados el 24 de mayo de 2024.
 Fuente: Resultados Fútbol

## Resultados
| Local \ Visitante      | ARR | ATP | AZU | CAL | CAS | COR | DIO | DOA | DON | FUE | JAR | JER | MON | MOR | OLI | TRU | VAL | VIL |
| ---------------------- | --- | --- | --- | --- | --- | --- | --- | --- | --- | --- | --- | --- | --- | --- | --- | --- | --- | --- |
| Arroyo C. P.           | —   | 0–2 | 0–2 | 1–3 | 0–1 | 0–1 | 0–1 | 2–1 | 2–1 | 1–0 | 1–0 | 2–2 | 3–0 | 2–1 | 0–2 | 1–1 | 1–1 | 0–0 |
| Atlético Pueblonuevo   | 2–1 | —   | 0–2 | 2–1 | 1–0 | 1–0 | 3–1 | 2–2 | 0–2 | 1–0 | 1–0 | 0–0 | 1–1 | 0–2 | 1–1 | 2–0 | 1–1 | 1–2 |
| C. D. Azuaga           | 1–0 | 2–1 | —   | 2–2 | 2–1 | 1–0 | 2–1 | 2–0 | 2–2 | 3–1 | 0–1 | 2–0 | 0–0 | 0–1 | 3–1 | 0–0 | 2–0 | 2–1 |
| C. D. Calamonte        | 0–0 | 2–0 | 0–0 | —   | 2–2 | 0–1 | 1–4 | 1–0 | 1–0 | 2–2 | 1–1 | 2–1 | 1–1 | 3–1 | 1–0 | 2–0 | 2–1 | 1–1 |
| C. D. Castuera         | 2–2 | 3–2 | 0–2 | 3–1 | —   | 1–1 | 3–1 | 2–0 | 0–0 | 0–3 | 1–0 | 4–0 | 4–0 | 1–1 | 3–0 | 2–1 | 2–1 | 1–1 |
| C. D. Coria            | 0–0 | 2–2 | 3–1 | 5–0 | 1–0 | —   | 3–0 | 4–0 | 0–0 | 4–0 | 2–1 | 4–1 | 1–1 | 4–2 | 1–0 | 2–2 | 1–0 | 1–0 |
| C. D. Diocesano        | 1–1 | 1–0 | 3–3 | 3–0 | 1–0 | 0–4 | —   | 1–0 | 0–2 | 3–0 | 2–3 | 3–0 | 4–2 | 1–0 | 0–0 | 1–2 | 1–1 | 2–3 |
| C. D. Don Álvaro       | 2–0 | 4–1 | 1–1 | 1–1 | 0–1 | 1–1 | 1–1 | —   | 0–2 | 0–2 | 2–0 | 3–2 | 1–1 | 1–1 | 1–1 | 2–1 | 0–1 | 0–1 |
| C. D. Don Benito       | 2–0 | 1–0 | 2–0 | 3–1 | 3–0 | 0–1 | 1–0 | 3–0 | —   | 3–0 | 3–0 | 1–1 | 9–0 | 7–0 | 2–1 | 0–0 | 2–0 | 0–1 |
| U. D. Fuente de Cantos | 1–1 | 0–2 | 1–3 | 2–2 | 0–0 | 0–0 | 1–3 | 1–1 | 0–4 | —   | 3–3 | 0–2 | 0–0 | 1–1 | 0–0 | 0–0 | 2–4 | 1–1 |
| C. F. Jaraíz           | 0–2 | 3–0 | 4–2 | 0–0 | 2–1 | 2–2 | 2–1 | 6–1 | 0–2 | 1–2 | —   | 2–0 | 1–0 | 2–1 | 0–3 | 1–0 | 5–0 | 1–2 |
| Jerez C. F.            | 3–1 | 3–0 | 0–0 | 0–0 | 2–1 | 2–2 | 2–1 | 1–0 | 0–3 | 4–0 | 3–1 | —   | 2–1 | 2–6 | 0–1 | 2–1 | 1–1 | 1–1 |
| C. P. Montehermoso     | 1–4 | 1–0 | 1–1 | 2–2 | 1–3 | 1–1 | 0–0 | 1–2 | 1–4 | 1–0 | 0–4 | 2–0 | —   | 2–1 | 3–3 | 3–1 | 2–0 | 2–0 |
| Moralo C. P.           | 2–0 | 3–1 | 0–0 | 3–0 | 3–2 | 0–0 | 0–3 | 2–0 | 0–0 | 2–0 | 4–1 | 2–1 | 1–0 | —   | 4–1 | 1–1 | 3–1 | 0–1 |
| Olivenza F. C.         | 2–2 | 2–1 | 0–2 | 1–1 | 1–0 | 1–0 | 1–1 | 2–0 | 1–2 | 1–3 | 0–1 | 1–2 | 1–0 | 1–4 | —   | 1–0 | 1–0 | 0–0 |
| C. F. Trujillo         | 0–0 | 1–1 | 1–1 | 1–1 | 2–0 | 0–2 | 0–1 | 1–1 | 0–0 | 1–0 | 2–1 | 2–1 | 2–1 | 3–2 | 1–1 | —   | 2–2 | 1–0 |
| R. C. P. Valverdeño    | 0–1 | 1–2 | 0–2 | 6–2 | 0–4 | 0–2 | 2–3 | 0–1 | 1–4 | 4–1 | 3–2 | 0–0 | 2–1 | 2–1 | 0–0 | 1–0 | —   | 0–0 |
| S. P. Villafranca      | 1–2 | 0–1 | 3–0 | 2–1 | 0–1 | 0–2 | 3–1 | 1–1 | 0–1 | 1–1 | 5–0 | 2–0 | 4–0 | 0–0 | 2–0 | 2–0 | 4–1 | —   |

## Play Off de Ascenso a Segunda Federación
|  | Semifinales                                          | Semifinales                                          | Semifinales                                          | Semifinales                                          | Semifinales                                          |   |    | Final                                                | Final                                                | Final                                                | Final                                                | Final                                                |  |
|  | 19 de mayo de 2024 (ida) 26 de mayo de 2024 (vuelta) | 19 de mayo de 2024 (ida) 26 de mayo de 2024 (vuelta) | 19 de mayo de 2024 (ida) 26 de mayo de 2024 (vuelta) | 19 de mayo de 2024 (ida) 26 de mayo de 2024 (vuelta) | 19 de mayo de 2024 (ida) 26 de mayo de 2024 (vuelta) |   |    | 2 de junio de 2024 (ida) 8 de junio de 2024 (vuelta) | 2 de junio de 2024 (ida) 8 de junio de 2024 (vuelta) | 2 de junio de 2024 (ida) 8 de junio de 2024 (vuelta) | 2 de junio de 2024 (ida) 8 de junio de 2024 (vuelta) | 2 de junio de 2024 (ida) 8 de junio de 2024 (vuelta) |  |
|  |                                                      |                                                      |                                                      |                                                      |                                                      |   |    |                                                      |                                                      |                                                      |                                                      |                                                      |  |
|  |                                                      |                                                      |                                                      |                                                      |                                                      |   |    |                                                      |                                                      |                                                      |                                                      |                                                      |  |
|  | 4º                                                   | S. P. Villafranca                                    | 1                                                    | 0                                                    | 1                                                    |   |    |                                                      |                                                      |                                                      |                                                      |                                                      |  |
|  | 4º                                                   | S. P. Villafranca                                    | 1                                                    | 0                                                    | 1                                                    |   |    |                                                      |                                                      |                                                      |                                                      |                                                      |  |
|  | 3º                                                   | C. D. Azuaga                                         | 1                                                    | 4                                                    | 5                                                    |   |    |                                                      |                                                      |                                                      |                                                      |                                                      |  |
|  | 3º                                                   | C. D. Azuaga                                         | 1                                                    | 4                                                    | 5                                                    |   | 3º | C. D. Azuaga                                         | 0                                                    | 1                                                    | 1                                                    |                                                      |  |
|  |                                                      |                                                      |                                                      |                                                      |                                                      |   | 3º | C. D. Azuaga                                         | 0                                                    | 1                                                    | 1                                                    |                                                      |  |
|  |                                                      |                                                      | 2º                                                   | C. D. Coria                                          | 0                                                    | 1 | 1  |                                                      |                                                      |                                                      |                                                      |                                                      |  |
|  | 5º                                                   | Moralo C. P.                                         | 2º                                                   | C. D. Coria                                          | 0                                                    | 1 | 1  | 0                                                    | 1                                                    | 1                                                    |                                                      |                                                      |  |
|  | 5º                                                   | Moralo C. P.                                         |                                                      |                                                      |                                                      |   |    | 0                                                    | 1                                                    | 1                                                    |                                                      |                                                      |  |
|  | 2º                                                   | C. D. Coria                                          | 2                                                    | 4                                                    | 6                                                    |   |    |                                                      |                                                      |                                                      |                                                      |                                                      |  |
|  | 2º                                                   | C. D. Coria                                          | 2                                                    | 4                                                    | 6                                                    |   |    |                                                      |                                                      |                                                      |                                                      |                                                      |  |
|  |                                                      |                                                      |                                                      |                                                      |                                                      |   |    |                                                      |                                                      |                                                      |                                                      |                                                      |  |

## Clasificado a la Copa del Rey
| Bandera de Extremadura |
| C. D. Don Benito       |
| 1º Puesto              |
| Bandera de Extremadura |
| C. D. Coria            |
| 2º Puesto              |

Nota: Hay posibilidad de que el subcampeón se clasifique a la Copa del Rey si no es un equipo filial y acaba entre los siete mejores segundos por puntos.